# Gele rietzanger
De gele rietzanger (Iduna natalensis; synoniem: Chloropeta natalensis) is een zangvogel uit de familie Acrocephalidae (rietzangers).

## Verspreiding en leefgebied
Deze soort komt voor in Afrika en telt vier ondersoorten:
- I. n. batesi: van Nigeria tot zuidwestelijk Zuid-Soedan en noordwestelijk Congo-Kinshasa.
- I. n. massaica: van zuidoostelijk Zuid-Soedan en westelijk Ethiopië tot noordelijk Tanzania.
- I. n. major: van Gabon tot Angola en noordelijk Zambia.
- I. n. natalensis: van zuidelijk Tanzania tot Zuid-Afrika.

## Status
De grootte van de populatie is niet gekwantificeerd maar de soort wordt omschreven als plaatselijk algemeen in delen van zijn verspreidingsgebied. Op de Rode lijst van de IUCN heeft deze soort de status niet bedreigd.